# Елі Рейсмен
Елі Рейсмен  (англ. Aly Raisman, 25 травня 1994) — американська гімнастка, триразова олімпійська чемпіонка, дворазова чемпіонка світу.

## Виступи на Олімпіадах
| Олімпіада   | Дисципліна         | Місце   |
| ----------- | ------------------ | ------- |
| Лондон 2012 | абсолютний залік   | 4       |
| Лондон 2012 | командний залік    | 1       |
| Лондон 2012 | вільні врави       | 1       |
| Лондон 2012 | різновисокі бруси  | 23 r1/2 |
| Лондон 2012 | колода             | 3       |
| Ріо 2016    | командна першість  | 1       |
| Ріо 2016    | абсолютна першість | 2       |
| Ріо 2016    | вільні вправи      | 2       |